# Сезон полювання
Сезон полювання (англ. open season) — період часу (конкретна дата початку та кінця), протягом якого дозволяється полювання на певний вид мисливських тварин. Полювання під час сезону полювання на рідкісні види тварин заборонено.
За порами року традиційно розрізняють три мисливські сезони полювання: весняний (найкоротший — до 10 днів), літньо-осінній (найтриваліший — понад 3 місяці) і зимовий (середній за тривалістю — до 3 місяців). Для кожного з цих мисливських сезонів характерні різні види і способи полювання, для яких у кожному регіоні встановлюються свої терміни. І лише на окремих тварин, які завдають шкоди мисливському та сільському господарству (вовк, сіра ворона, бродячі собаки, кішки тощо), полювання за спеціальними дозволами може проводитися протягом усього року.